# 川滇藁本
川滇藁本（学名：Ligusticum sikiangense）是伞形科藁本属的植物，是中国的特有植物。分布于中国大陆的四川省、云南省等地，生长于海拔3,400米至4,500米的地区，多生于沟边草地、高山针叶林下以及灌丛草甸中，目前已由人工引种栽培。